# كارلوس ريولفو
كارلوس ريولفو سيتشو (بالإسبانية: Carlos Riolfo Secco) الشهير باسم كارلوس ريولفو (5 نوفمبر 1905 في مونتيفيديو ، الأوروغواي – 5 ديسمبر 1978 في مونتيفيديو، الأوروغواي) لاعب كرة قدم أوروغواياني كان يجيد اللعب في خط الوسط . ساهم في تتويج منتخب بلاده ببطولة كأس العالم لكرة القدم 1930 التي استضافتها الأوروغواي على الرغم من أنه لم يلعب أي مباراة . لعب طوال مسيرته الرياضية في نادي بينارول ثم نادي إستوديانتيس دو لا بلاتا الأرجنتيني .

## وصلات خارجية
- كارلوس ريولفو على موقع الاتحاد الدولي (مؤرشف)  (الإنجليزية)
- كارلوس ريولفو على موقع قاعدة بيانات كرة القدم.إي يو (الإنجليزية)
- كارلوس ريولفو على موقع ناشيونال فوتبول تيمز (الإنجليزية)
- كارلوس ريولفو على موقع عالم كرة القدم.نت (الإنجليزية)
- هذا تشكيلات أبطال كؤوس العالم لكرة القدم
- إسبورتي[وصلة مكسورة]